# 親衛隊第15師
親衛隊第15武裝擲彈兵師（拉脫維亞第1師）（德語：15. Waffen-Grenadier-Division der SS (lettische Nr. 1)）是納粹德國武裝親衛隊的一個步兵師，由拉脫維亞志願者組成。1945年戰爭末期，全師大多官兵向美軍投降。